# Labidura riparia
Labidura riparia је инсект који припада реду ухолажа - Dermaptera и породици Labiduridae.

## Распрострањење
Ово је космополитска врста која насељава све континенте изузев Антарктика. У Северној Америци се сматра инвазивном врстом. У Србији је ретко налажена, претпоставља се да је разлог недостатак стручњака и истраживања ове групе организама. Насељавају различите типове станишта, али најчешће обале различитих водених површина (мора, реке, језера), често у песковима.

## Опис
Ово је крупна врста ухолаже величине од 25-30мм. Мужјаци и женке се разликују по величини клешта (церци), при чему мужјаци имају много већу и јачу кривину, док женке имају мање церке. Labidura riparia су генерални предатори чија се исхрана у потпуности састоји од инсеката или мртвих остатака. Они преферирају ларве лептира (Lepidoptera) и јаја инсеката, али ће јести све доступне инсекте.

## Синоними
- Apterygida erythrocephala (Fabricius, 1793)
- Apterygida huseinae Rehn, 1901
- Apterygida huseine Rehn, 1901
- Forficesila affinis Guerin-Méneville, 1836
- Forficesila gigantea Burmeister, 1838
- Forficesila icterica Audinet-Serville, 1839
- Forficesila riparia Fischer, 1846
- Forficesila suturalis Burmeister, 1838
- Forficesila terminalis Audinet-Serville, 1838
- Forficula amurensis Motschulsky, 1859
- Forficula bidens Olivier, 1791
- Forficula bilineata Herbst, 1786
- Forficula bivittata Klug, 1838
- Forficula crenata Olivier, 1791
- Forficula erythrocephala Fabricius, 1793
- Forficula fischeri Motschulsky, 1846
- Forficula flavipes Fabricius, 1793
- Forficula gigantea Fabricius, 1787
- Forficula marginella Costa, 1839
- Forficula maxima Villiers, 1780
- Forficula pallipes Fabricius, 1775
- Forficula riparia Pallas, 1773
- Labidura auditor Scudder, 1876
- Labidura bengalensis Dohrn, 1863
- Labidura clarki Kirby, 1891
- Labidura confusa Capra, 1929
- Labidura dubronyi Borg, 1904
- Labidura erythrocephala Bormans, 1900
- Labidura granulosa Kirby, 1891
- Labidura icterica Audinet-Serville, 1838
- Labidura karschi Borg, 1904
- Labidura leucotarsata Mjöberg, 1913
- Labidura mongolica Rehn, 1905
- Labidura morbida Audinet-Serville, 1831
- Labidura pluvialis Kirby, 1891
- Labidura servillei Dohrn, 1863
- Labidura truncata Kirby, 1903
- Psalis morbida Audinet-Serville, 1831